# Anemia barbatula
Anemia barbatula är en ormbunkeart som beskrevs av Christ. Anemia barbatula ingår i släktet Anemia och familjen Anemiaceae. Inga underarter finns listade.